# Fântânele (okręg Arad)
Fântânele – wieś w Rumunii, w okręgu Arad, w gminie Fântânele. W 2011 roku liczyła 2141 mieszkańców. 